# Sebastian Gumplinger
Sebastian Gumplinger (* 2. März 1988 in Landshut) ist ein deutscher Eishockeyspieler (Verteidiger), der zurzeit beim EHC Klostersee in der Oberliga unter Vertrag steht.

## Karriere
Gumplinger begann seine Karriere im Alter von 16 Jahren in der Saison 2004/05 in der DNL beim EV Landshut, für den er bis einschließlich der Saison 2006/07 spielte. Seinen ersten Einsatz im Profiteam hatte er in der Saison 2005/06 in der 2. Bundesliga.
Seit der Saison 2007/08 steht Gumplinger beim EHC Klostersee in der Oberliga unter Vertrag. Für die Saison 2008/09 wurde er mit einer Förderlizenz für den EHC München ausgestattet.

## Karrierestatistik
(Legende zur Spielerstatistik: Sp oder GP = absolvierte Spiele; T oder G = erzielte Tore; V oder A = erzielte Assists; Pkt oder Pts = erzielte Scorerpunkte; SM oder PIM = erhaltene Strafminuten; +/− = Plus/Minus-Bilanz; PP = erzielte Überzahltore; SH = erzielte Unterzahltore; GW = erzielte Siegtore; 1 Play-downs/Relegation; Kursiv: Statistik nicht vollständig)